# Reportage!
Reportage är ett musikalbum utgivet av Doktor Kosmos 2002. Skivan rankades av Sonic Magazine i juni 2013 som det 100:e bästa svenska albumet någonsin.

## Låtlista
| Nr  | Titel                               | Längd |
| --- | ----------------------------------- | ----- |
| 1.  | Jag låg med henne i Tjeckoslovakien | 2:42  |
| 2.  | Bredäng centrum                     | 3:19  |
| 3.  | Eurovision Socialist Contest 2001   | 3:06  |
| 4.  | Kapitalist! Nu ska du dö!           | 1:34  |
| 5.  | Jimmi Tenor och Kenneth Johansson   | 4:09  |
| 6.  | Ante                                | 4:24  |
| 7.  | Familjefrågan                       | 2:55  |
| 8.  | Känslorna                           | 3:22  |
| 9.  | Ang. hat                            | 2:10  |
| 10. | Kaj och jag                         | 2:52  |
| 11. | En grej som hände för elva år sen   | 4:38  |
| 12. | Ett meddelande från Doktor Kosmos   | 3:33  |

## Listplaceringar
| Lista (2002) | Topplacering |
| ------------ | ------------ |
| Sverige      | 33           |

### Fotnoter
1. ↑  Sonic #69, sommaren 2013
2. ↑  Placeringar på den svenska albumlistan